# Gara Aluniș Mureș
Gara Aluniș Mureș este o stație de cale ferată care deservește comuna Aluniș, județul Mureș, România.